# Liste von botanischen Gärten in Italien
Die Liste von botanischen Gärten in Italien nennt botanische Gärten in Italien, sortiert nach den italienischen Regionen.

## Liste

### Abruzzen
- Giardino botanico Daniela Brescia
- Giardino botanico Michele Tenore

### Aostatal
- Paradisia
- Saussurea
- Castel Savoia
- Chanousia

### Apulien
- Museo Orto botanico di Bari
- Orto botanico di Lecce

### Emilia-Romagna
- Orto botanico ed Erbario di Bologna
- Giardino botanico di Valbonella
- Giardino delle Erbe Augusto Rinaldi Ceroni
- Orto botanico di Modena
- Orto botanico di Ferrara

### Friaul-Julisch Venetien
- Civico Orto botanico di Trieste
- Giardino botanico Carsiana
- Parco botanico Friuli-Cormor

### Kalabrien
- Orto botanico Hortus Bruttiorium

### Kampanien
- Orto botanico di Napoli
- Orto botanico di Portici

### Latium
- Museo Orto botanico di Roma „La Sapienza“
- Orto botanico di Roma Tor Vergata
- Orto botanico di Viterbo Angelo Rambelli

### Ligurien
- Giardini botanici Hanbury
- Giardino botanico montano Pratorondanino
- Orto botanico di Genova
- Orto botanico Montemarcello

### Lombardei
- Giardino botanico alpino Rezia
- Giardino botanico alpino Pietra Corva
- Giardino botanico André Heller
- Orto botanico di Pavia
- Orto botanico Città Studi Università di Milano
- Orto botanico Brera Università di Milano
- Orto botanico di Bergamo Lorenzo Rota
- Orto botanico di Toscalono Maderno Giardino Emilio Ghirardi
- Parco botanico di Villa Carlotta

### Marken
- Orto botanico di Camerino Carmela Cortini
- Orto botanico Selva di Gallignano
- Orto botanico di Urbino

### Molise
- Giardino della flora appenninica di Capracotta

### Piemont
- Giardino botanico di Oropa
- Orto botanico di Torino
- Giardino botanico Alpinia, Stresa
- Giardini Botanici dell’Isola Madre, Stresa
- Botanische Gärten der Villa Taranto

### Sardinien
- Orto botanico di Cagliari

### Sizilien
- Orto botanico di Messina Pietro Castelli
- Orto botanico di Catania
- Orto botanico di Palermo

### Toskana
- Orto botanico di Firenze Giardino dei Semplici
- Giardino dell’Iris
- Orto botanico – Museo di Storia Naturale del Mediterraneo
- Orto botanico di Pisa
- Orto botanico di Siena
- Orto botanico delle Apuane Pellegrini-Ansaldi
- Giardino botanico Maria Ansaldi
- Orto botanico di Lucca
- Orto botanico Forestale dell’Abetone

### Trentino-Südtirol
- Gärten von Schloss Trauttmansdorff
- Botanischer Alpengarten Viote
- Botanischer Alpengarten Passo Coe
- Botanischer Garten Monte Baldo
- Europagarten De Gasperi Pieve Tesino
- Orto dei semplici Brentonico
- Arboreto di Arco

### Umbrien
- Orto botanico Università di Perugia

### Venetien
- Giardino botanico alpino del Cansiglio Giangio Lorenzoni
- Orto botanico di Padova